# Ampére (ort)
Ampére är en ort i Brasilien.   Den ligger i kommunen Ampére och delstaten Paraná, i den södra delen av landet, 1 300 km sydväst om huvudstaden Brasília. Ampére ligger 509 meter över havet och antalet invånare är 14 274.
Terrängen runt Ampére är platt åt nordost, men åt sydväst är den kuperad. Terrängen runt Ampére sluttar västerut. Ampére är det största samhället i trakten.
Omgivningarna runt Ampére är en mosaik av jordbruksmark och naturlig växtlighet. Runt Ampére är det ganska tätbefolkat, med 65 invånare per kvadratkilometer.